# Colonia Anáhuac, Durango
Colonia Anáhuac är en ort i Mexiko.   Den ligger i kommunen Canatlán och delstaten Durango, i den centrala delen av landet, 800 km nordväst om huvudstaden Mexico City. Colonia Anáhuac ligger 1 937 meter över havet och antalet invånare är 897.
Terrängen runt Colonia Anáhuac är platt åt sydväst, men åt nordost är den kuperad. Runt Colonia Anáhuac är det glesbefolkat, med 17 invånare per kvadratkilometer. Närmaste större samhälle är José Guadalupe Aguilera, 11,1 km väster om Colonia Anáhuac. I omgivningarna runt Colonia Anáhuac växer huvudsakligen savannskog.